# Países Bajos en el Festival de la Canción de Eurovisión 1957
Los Países Bajos estuvieron representados en el Festival de la Canción de Eurovisión 1957 por Corry Brokken con la canción Net als toen escrita por Guus Jansen y Willy van Hemert. La canción neerlandesa fue escogida durante una final nacional llamada Nationaal Songfestival y el país ganó el Festival de la Canción de Eurovisión. 

## National Songfestival
Como en el año anterior, una final nacional titulada National Songfestival se hizo con ocho canciones compitendo. Cuatro cantantes participaron en la selección, cada uno de ellos presentando dos canciones. Corry Brokken fue la única cantante de la final del 56 que lo intentó de nuevo. La ganadora fue de nuevo elegida por correo, sin embargo, esta vez, sólo los cuatro más votados fueron anunciados. Sin embargo, se pudo ver que el interés en el festival se había incrementado mucho: en 1956, un total de 6694 cartas fueron contadas, menos que las que sólo la canción ganadora recibió en 1957, recibiendo 6927 votos; el top 4 recibió un total de 14858 cartas. De nuevo, el show fue presentado por Karin Kraaykamp. Corry Brokken, que había ya sido una de las dos representantes neerlandesas en 1956, fue la clara ganadora de la final nacional, sus canciones finalizaron primera y segunda. Marcel Thielemans acabó tercero y cuarto. The canción ganadora fue Net als toen y sería la tercera canción neerlandesa en el festival.

### Participantes
| # | Cantante          | Canción (Música/letra)                      | Traducción                | Votos | Lugar |
| - | ----------------- | ------------------------------------------- | ------------------------- | ----- | ----- |
| 1 | Hea Sury          | De bromtol                                  | El juguete giratorio      | -     | -     |
| 2 | Hea Sury          | Een liedje van niets                        | Una canción sobre nada    | -     | -     |
| 3 | John de Mol       | Havannah is zo ver                          | Havannah está tan lejos   | -     | -     |
| 4 | John de Mol       | Hiep hiep hiep hoera                        | Hip hip hip hurray        | -     | -     |
| 5 | Marcel Thielemans | Ik weet nog goed                            | Yo todavía lo sé muy bien | 965   | 4.º   |
| 6 | Corry Brokken     | Iwan                                        | -                         | 4692  | 2.º   |
| 7 | Corry Brokken     | Net als toen (Guus Jansen/Willy van Hemert) | Justo como entonces       | 6927  | 1.º   |
| 8 | Marcel Thielemans | Simpe sampe sompe                           | -                         | 2544  | 3.º   |

## En el Festival de Eurovisión
En el Festival de Eurovisión en Fráncfort del Meno, la canción neerlandesa fue interpretada sexta en la noche siguiendo a Austria y precediendo a Alemania. Corry Brokken actuó con el violinista Sem Nijveen, quien tuvo una parte remarcable en solitario. Los Países Bajos ganaron el Festival de Eurovisión. Al cierre de votación, la canción neerlandesa había recibido 31 puntos y al menos un punto de cada otro país. Sería la más clara victoria en este sistema de votos al tener ellos el 31% de todos los votos y el 34,4% de los votos posibles a ser recibidos (ya que ningún país podía votarse a sí mismo). Además, en el sistema de votación de ese año, sería la única entrada en recibir puntos de cada otro país y uno de los únicos dos en liderar en el marcador del primer al último votantes. Los Países Bajos serían el único país en ganar el festival en su segunda participación hasta que Ucrania volvió a hacerlo en 2004. 

### Votos
Cada país tenía un jurado de diez personas. Cada miembro del jurado debía dar un punto a su canción favorita.
| - 5 puntos a Dinamarca. - 2 a Italia. - 1 al Reino Unido. - 1 a Austria. - 1 a Francia. | - 7 puntos de Suiza. - 6 de Austria. - 5 de Bélgica. - 4 de Francia. - 3 de Dinamarca. - 3 de Luxemburgo. - 1 de Alemania. - 1 de Italia. - 1 del Reino Unido. |